# Умланд, Андреас
Андре́ас У́мланд (нем. Andreas Umland, 1967 г.р.) — немецкий политолог.
Учредитель и главный редактор книжной серии «Советские и постсоветские политика и общество» — «Soviet and Post-Soviet Politics and Society» немецкого научного издательства «Ибидем», Штутгарт/Гановер (125 томов с 2004 по 2013 год). Специалист в областях русского ультранационализма, европейского неофашизма и сравнительной демократизации, а также постсоветского высшего гуманитарного образования и обществоведения. Автор более 180 научных и публицистических статей о сегодняшних правоэкстремистских тенденциях и политических преобразованиях в Восточной Европе.
С 2010 года — лектор Немецкой службы академических обменов (DAAD) и доцент магистерской программы по немецким и европейским студиям кафедры политологии Национального университета «Киево-Могилянская академия», Украина. Регулярно публикуется в изданиях «Open Democracy» (Лондон), «Harvard International Review» (Кембридж, Массачусетс), «Foreign Policy Journal» (Вашингтон), «Украинская правда» (Киев), «Зеркало недели» (Киев), «Ukraine-Analysen» (Бремен), «Ukraine-Nachrichten» (Дрезден). Член Института исследований Центральной и Восточной Европы Католического университета г. Айхштетт с 2008 года. Основатель Киевского политического дискуссионного клуба Немецкой службы академических обменов (DAAD). Член Международного дискуссионного клуба «Валдай» и Международного консультативного совета благотворительной организации «Rights in Russia» (Великобритания), с 2010 года — член Научно-экспертного совета Комитета по вопросам европейской интеграции Верховной рады Украины и Гражданского совета украинской секции Международной ассоциации студентов политической науки с 2013 года.

## Биография
Родился в 1967 году в городе Йена, ГДР. Изучал русский язык, новейшую историю и политологию в Лейпцигском университете (Государственный сертификат переводчика, нем. Staatl. gepr. Übersetzer), Свободном университете Берлина (Институт им. Отто Зура OSI, Диплом политолога, нем. Dipl.-Pol.), Оксфордском университете (Колледж Св. Креста, магистр российских и восточноевропейских исследований, англ. M.Phil.) и Стэнфордском университете (магистр политических наук англ. A.M.) как стипендиат Фонда им. Фридриха Эберта, Немецкой службы академических обменов (DAAD) и Программы европейского возрождения Учебного фонда немецкого народа (нем. ERP-Stipendienprogramm der Studienstiftung des deutschen Volkes).
В 1999 году получил степень доктора философии (Dr.phil.) в области исторических наук в Свободном университете Берлина (Институт им. Фридриха Майнеке FMI), защитив диссертацию на тему взлета Владимира Жириновского в российской политике. В 2008 году получил степень доктора философии (Ph.D.) в области политических наук Кембриджского университета (Колледж Св. Троицы), защитив диссертацию о постсоветском российском «негражданском обществе».
В 1997—1999 годах — стипендиат НАТО в Гуверовском институте войны, революции и мира Стэнфордского университета, США. В 1999—2001 годах — лектор Фонда им. Роберта Боша в Департаменте международных отношений Уральского государственного университета, г. Екатеринбург, Россия, и в 2002—2003 годах — на кафедре политологии Национального университета «Киево-Могилянская академия», Украина. В 2001—2002 годах — стипендиат Фонда им. Фрица Тиссена в Центре международных отношений им. Вэзерхэда, а также стажёр Центра российско-евразийских исследований им. Дэвиса при Гарвардском университете, США. С января по декабрь 2004 года — доцент магистерской программы по российским и восточноевропейским студиям Оксфордского университета (Колледж Св. Антония), Великобритания. В 2005—2008 годах — лектор Немецкой службы академических обменов DAAD и доцент немецких студий в Институте международных отношений (IМВ/КИМО) и Институте филологии Киевского национального университета им. Тараса Шевченко, Украина. В 2008—2010 годах — научный сотрудник (Akademischer Rat) кафедры центрально- и восточноевропейской новейшей истории Католического университета г. Айхштетт, ФРГ.
9 декабря 2013 года тогдашний народный депутат от Партии регионов Олег Царёв направил в Службу безопасности Украины и Министерство иностранных дел запрос об объявлении ряда иностранных граждан, в том числе и Андреаса Умланда, персонами нон грата. Поскольку они, по мнению Царёва, могут иметь отношение к протестным выступлениям в Киеве.[прояснить]

## Научная деятельность
Автор более 180 научных и публицистических статей о сегодняшних правоэкстремистских тенденциях и политических преобразованиях в Восточной Европе. С 2010 года — лектор Германской службы академических обменов (DAAD), доцент магистерской программы по немецким и европейским исследованиям кафедры политологии Национального университета «Киево-Могилянская академия» на Украине.
Регулярно публикуется в изданиях «Open Democracy» (Лондон), «Foreign Policy Journal» (Вашингтон), «Украинская правда» (Киев), «Зеркало недели» (Киев), «Ukraine-Analysen» (Бремен), «Ukraine-Nachrichten» (Дрезден). Член Института исследований Центральной и Восточной Европы Католического университета г. Айхштетт с 2008 года. Основатель Киевского политического дискуссионного клуба Немецкой службы академических обменов (DAAD). Член Международного дискуссионного клуба «Валдай» с 2010 года. Член Научно-экспертного совета Комитета Верховной Рады Украины по вопросам европейской интеграции с 2013 года.

## Редакционная и издательская деятельность
Соиздатель полугодичных журналов «Forum für osteuropäische Ideen- und Zeitgeschichte» и «Форум новейшей восточноевропейской истории и культуры», а также двухнедельного электронного дайджеста «The Russian Nationalism Bulletin».
Учредитель и администратор веб-архива «Русский национализм», электронного Amazon-гида «Teach at a university in the former Soviet bloc» и Facebook-группы «Post-Soviet Higher Education in the Social Sciences and Humanities».
Член редакционных коллегий книжной серии «Explorations of the Far Right» (издательство «Ибидем», Штутгарт/Гановер), журналов «Fascism: Journal of Comparative Fascist Studies» (издательство Брилль, Лейден, и NIOD, Амстердам), «CEU Political Science Journal» (Центрально-Европейский университет, Будапешт) и «Идеология и политика» (Фонд качественной политики, Киев).

## Высказывания
После публичной лекции «Степан Бандера: жизнь украинского революционного ультранационалиста и память о нем, 1909—2009 гг.» (В оригинале, на немецком языке, лекция называлась: «Степан Бандера: жизнь украинского фашиста и память о нем, 1909—2009 гг.»[прояснить]) Гжегожа Россолинского-Либе в посольстве ФРГ на Украине, Андреас Умланд заявил, что: «Это очевидно вопросы свободы высказываний и особенно свободы академических исследований. Тот факт, что эти лекции касаются трудных вопросов украинской истории, не должен быть поводом для их отмены. Лектор Гжегож Россолинский-Либе не является политическим активистом, он молодой, известный в мире исследователь в своей области».
Сам Умланд считает, что «согласно концептуализации, пожалуй, наиболее влиятельного исследователя фашизма Роджера Гриффина, ОУН-Б, по крайней мере, периода конца 1930-х — начала 1940-х годов, можно называть фашистской. Но нельзя игнорировать тот факт, что народная память и историческая теория — не одно и то же. У национальных героев стран мира есть тёмные страницы в биографии». По его мнению, важно учитывать, что большинство украинцев считают ОУН только национально-освободительной, а не фашистской организацией.

## Избранные русскоязычные публикации
В академических изданиях:
- Правый экстремизм в постсоветской России // Общественные науки и современность. 2001. № 4. С. 71—84.
- Официальный советский антисемитизм послесталинского периода // Pro et contra. 2002. Т. 7. № 2. С. 158—168.
- «Консервативная революция»: имя собственное или родовое понятие? // Вопросы философии. 2006. № 2. С. 116—126.
- Фашизм и неофашизм в сравнении: западные публикации 2004—2006 гг. // Форум новейшей восточноевропейской истории и культуры. 2007. T. 4. № 1. 18 c.
- Три разновидности постсоветского фашизма: концептуальные и контекстуальные проблемы интерпретации современного русского ультранационализма // Современные интерпретации русского национализма / Под редакцией Марлен Ларюэль (=Soviet and Post-Soviet Politics and Society 50). Stuttgart & Hannover: ibidem-Verlag, 2007. С. 129—170.
- Электоральный авторитаризм на постсоветском пространстве (недоступная ссылка) // Сравнительное конституционное обозрение. 2008. № 1(62). С. 191—195.
- Позиция антрополога при исследовании проблем ксенофобии: ответы на вопросы редколлегии // Антропологический форум. 2008. № 8. С. 126—128.
- Концепция «негражданского общества» и постсоветская Россия // Общественные движения в России: точки роста, камни преткновения / Под редакцией Павла Романова и Елены Ярской-Смирновой (Библиотека Журнала исследований социальной политики). М.: ООО «Вариант», ЦСПГИ, 2009. С. 137—163.
- Расцвет русского ультранационализма и становление сообщества его исследователей // Форум новейшей восточноевропейской истории и культуры. 2009. T. 6. № 1. C. 5—38.
- Формирование праворадикального «неоевразийского» интеллектуального движения в России (1989—2001 гг.) // Форум новейшей восточноевропейской истории и культуры. 2009. T. 6. № 1. C. 93—104.
- Патологические тенденции в русском «неоевразийстве»: o значении взлета Александра Дугина для интерпретации общественной жизни современной России // Форум новейшей восточноевропейской истории и культуры. 2009. Т. 6. № 2. С. 127—141.
- Постсоветский парадокс: демократия в Украине, автократия в России // Форум новейшей восточноевропейской истории и культуры. 2009. Т. 6. № 2. С. 207—210 (c Ингмаром Бредисом).
- Новый «особый путь» России после «оранжевой революции»: радикальное антизападничество и паратоталитарный неоавторитаризм 2005—2008 годов // Идеология «особого пути» в России и Германии: истоки, содержание, последствия / Под редакцией Э. А. Паина. Институт Кеннана. М.: Три квадрата, 2010. С. 245—265.
- Philosophia Perennis и «неоевразийство»: роль интегрального традиционализма в утопических построениях Александра Дугина // Форум новейшей восточноевропейской истории и культуры. 2010. Т. 7. № 2. С. 169—186 (с Антоном Шеховцовым).
- Праворадикальная партийная политика в постсоветской Украине и загадка электоральной маргинальности украинских ультранационалистов в 1994—2009 гг. // Форум новейшей восточноевропейской истории и культуры. 2011. Т. 8. № 2. С. 157—180 (с Антоном Шеховцовым).
- «Либеральные демократы» Жириновского перед парламентскими выборами // Мониторинг общественного мнения: экономические и социальные перемены. 2011. № 5(105). С. 123—127 (с Антоном Шеховцовым).

В интеллектуальных журналах и на аналитических веб-сайтах:
- Современные концепции фашизма в России и на Западе // Неприкосновенный запас. 2003. № 5(31). С. 116—122.
- Будет ли вторая Крымская война? // Всероссийский центр изучения общественного мнения (ВЦИОМ). 2009. 27 апреля.
- Коричневая стрелка: взлёт Международного «Евразийского движения» // Континент: Литературный, публицистический и религиозный журнал. 2009. № 3(141). С. 244—251.
- https://ku-eichstaett.academia.edu/AndreasUmland/Papers/179277/_ «Оранжевая революция» как постсоветский водораздел: демократический прорыв в Украине, реставрационный импульс в России // Континент: Литературный, публицистический и религиозный журнал. 2009. № 4(142).
- Постсоветская Россия между демократией и авторитаризмом: Критика сравнения ельцинского и путинского периодов из исторической перспективы // Без темы: Научный общественно-политический журнал [Уральский государственный университет]. 2009. № 1(11). С. 5—11.
- Полупрезидентский тупик посторанжевой Украины // Международный экспертный Центр избирательных систем ICES [Тель-Авив]. 2009. 27 октября.
- Понимание Оранжевой революции: демократизация Украины в зеркале России // Полит.ру — Институты Свободы: Аналитика. 2009. 30 декабря.
- Европейский конфуз в Киеве // Международный экспертный центр избирательных систем — ICES [Тель-Авив]. 2010. 17 апреля.
- Реакции русских ультранационалистов на исследования о себе // Информационно-аналитический центр «Сова»: Расизм и ксенофобия. 2010. 29 ноября.
- Трансформация украинского партийного спектра: политические причины и последствия взлета Всеукраинского Объединения «Свобода» // Полит.ру: Аналитика. 2010. 20 декабря.
- Национализм: не оставить без внимания — вместо некролога Галине Кожевниковой (1974—2011) // Полит.ру: Аналитика. 2011. 9 марта.
- Размышления о новой восточной политике ЕС // Информационно-аналитический Центр по изучению общественно-политических процессов на постсоветском пространстве при Кафедре истории стран Ближнего зарубежья Исторического факультета Московского государственного университета им. М. В. Ломоносова (ИАЦ МГУ). 2011. 14 мая.
- Четыре измерения украинской интеграции в Европу // Geopolitika [Центр геополитических исследований, Вильнюс, Литва]. 2011. 19 мая.
- Истоки и риски «белой революции» в РФ: почему Путин уже потерпел и российские демократы также могут потерпеть неудачу // Geopolitika [Центр геополитических исследований, Вильнюс, Литва]. 2012. 3 января.
- Подорвут ли ультранационалисты «белую революцию» в Москве? Репутации и успеху нового демократического движения в России угрожает его сотрудничество с правыми экстремистами // Geopolitika [Центр геополитических исследований, Вильнюс, Литва]. 2012. 7 февраля.
- Как превратить российский либерализм в политический фактор? // Geopolitika [Центр геополитических исследований, Вильнюс, Литва]. 2012. 14 февраля.
- Произойдёт ли националистическая эпидемия в путинской России? Риски и шансы недавней эскалации конфронтации про- и антидемократических сил в Москве // Geopolitika [Центр геополитических исследований, Вильнюс, Литва]. 2012. 3 мая.
- «Евразийские» проекты Путина и Дугина — сходства и различия: Об идейных истоках и политической роли правоэкстремистского интеллектуализма в неоавторитарной России // Международный экспертный Центр избирательных систем ICES [Тель-Авив]. 2012. 23 июня.

В российской и международной прессе:
- Между веймарским и боннским сценариями: русский радикальный национализм глазами немца // The New Times — Новое время. 2007. 2 апреля.
- Путинские «шакалы» («The Wall Street Journal», США) // inoСМИ.Ru. 2007. 30 ноября.
- Две башни будущей России: почему с восхождением Медведева окрепнут и позиции национал-патриотов // Новая газета. 2008. 24 января.
- Джинн национализма и будущее путинской России («Грузия online», Грузия) // inoСМИ.Ru. 2010. 29 декабря.
- Крах «доктрины Шредера» («Die Zeit», Германия) // inoСМИ.Ru. 2011. 4 апреля.
- Псевдополитики России: постсоветских демократов преследует «синдром Явлинского» // Газета. Ru. 2012. 12 января.
- Демократы путают гражданскую активность с политикой: в России слишком много либеральных партий и лидеров, для того чтобы преодолеть авторитаризм // Независимая газета. 2012. 24 января.
- Мародеры на обломках «Боинга» хотят подвести Россию под трибунал: Западные издания продолжают публиковать подлые фальшивки // Комсомольская Правда. 2015. 18 июля.
- На пути к децентрализованной третьей российской республике? // Русский Монитор. 2020. 20 июля.

Рецензии
- Электоральный авторитаризм на постсоветском пространстве (Рецензия на книги: Schedler, Andreas: Electoral Authoritarianism : the Dynamics of Unfree Competition. Boulder, 2006; Wilson, Andrew: Virtual Politics : faking Democracy in the Post-Soviet World. New Haven, 2005) In: Форум новейшей восточноевропейской истории и культуры № 2, 2007.